# Atac a la caserna de La Tablada
L'atac a la caserna de La Tablada, durant el govern constitucional de Raúl Alfonsín a l'Argentina, va ser un dels aixecaments que va haver de fer front durant el seu mandat. El 23 de gener de 1989 un grup d'aproximadament 40 militants de l'agrupació d'ultraesquerra Movimiento Todos por la Patria, liderats per l'antic cap militar de l'ERP, Enrique Gorriarán Merlo, va prendre amb violència la caserna de La Tablada, a la província de Buenos Aires. L'operatiu de recuperació de la caserna es va dur a terme amb aproximadament uns 3.600 efectius de l'exèrcit i la policia.
L'aixecament va ser ràpidament reprimit. Posteriorment, es va denunciar la ferotgia amb la qual van actuar les forces de seguretat, denunciant-se fins i tot casos de tortura, desaparició de persones, assassinat i utilització de fòsfor blanc. L'ex militar José Almada, participant de la recuperació de la caserna, va ser un dels denunciants d'aquestes violacions dels drets humans.
Un dels resultats d'aquest aixecament va ser el reforçament la posició i demandes de les forces armades de l'Argentina. A diferència dels carapintadas, els militants del MTP que no van perdre la vida durant la recuperació de la caserna van romandre una gran quantitat d'anys empresonats.